# Sedum grandipetalum
Sedum grandipetalum är en fetbladsväxtart som beskrevs av Fröderstr.. Sedum grandipetalum ingår i Fetknoppssläktet som ingår i familjen fetbladsväxter. Inga underarter finns listade i Catalogue of Life.